# NGC 17
NGC 17 é uma galáxia espiral (S/P) localizada na direcção da constelação de Cetus. Possui uma declinação de -12° 06' 28" e uma ascensão recta de 0 horas, 11 minutos e 06,6 segundos.
A galáxia NGC 17 foi descoberta em 1886 por Frank Müller.